# Gittelde
Der Flecken Gittelde ist ein Ortsteil der Gemeinde Bad Grund im niedersächsischen Landkreis Göttingen.

## Geografie

### Lage
Gittelde liegt unmittelbar westlich des Oberharzes und Naturparks Harz. Es befindet sich am Söse-Zufluss Markau. Die nächsten Ortschaften sind im Norden Münchehof (im Landkreis Goslar), im Südosten Windhausen und im Nordosten die Bergstadt Bad Grund. Im Süden von Gittelde befindet sich der Ortsteil Teichhütte, der von gemischter industrieller und ländlicher Prägung ist. Südlich hiervon befinden sich die Ortschaften Badenhausen und Eisdorf sowie noch weiter südlich die rund 10 km von Gittelde entfernte Stadt Osterode am Harz. Direkt westlich von Gittelde im Harzvorland befindet sich ein zusammenhängendes Waldgebiet mit nachhaltig bewirtschafteten Laub-Nadelmischwaldbestand in nord-südlicher Ausdehnung, das sich über die drei dort angrenzenden Landkreise Goslar, Göttingen und Northeim erstreckt.

### Ortsgliederung
- Flecken Gittelde
- Teichhütte

## Geschichte

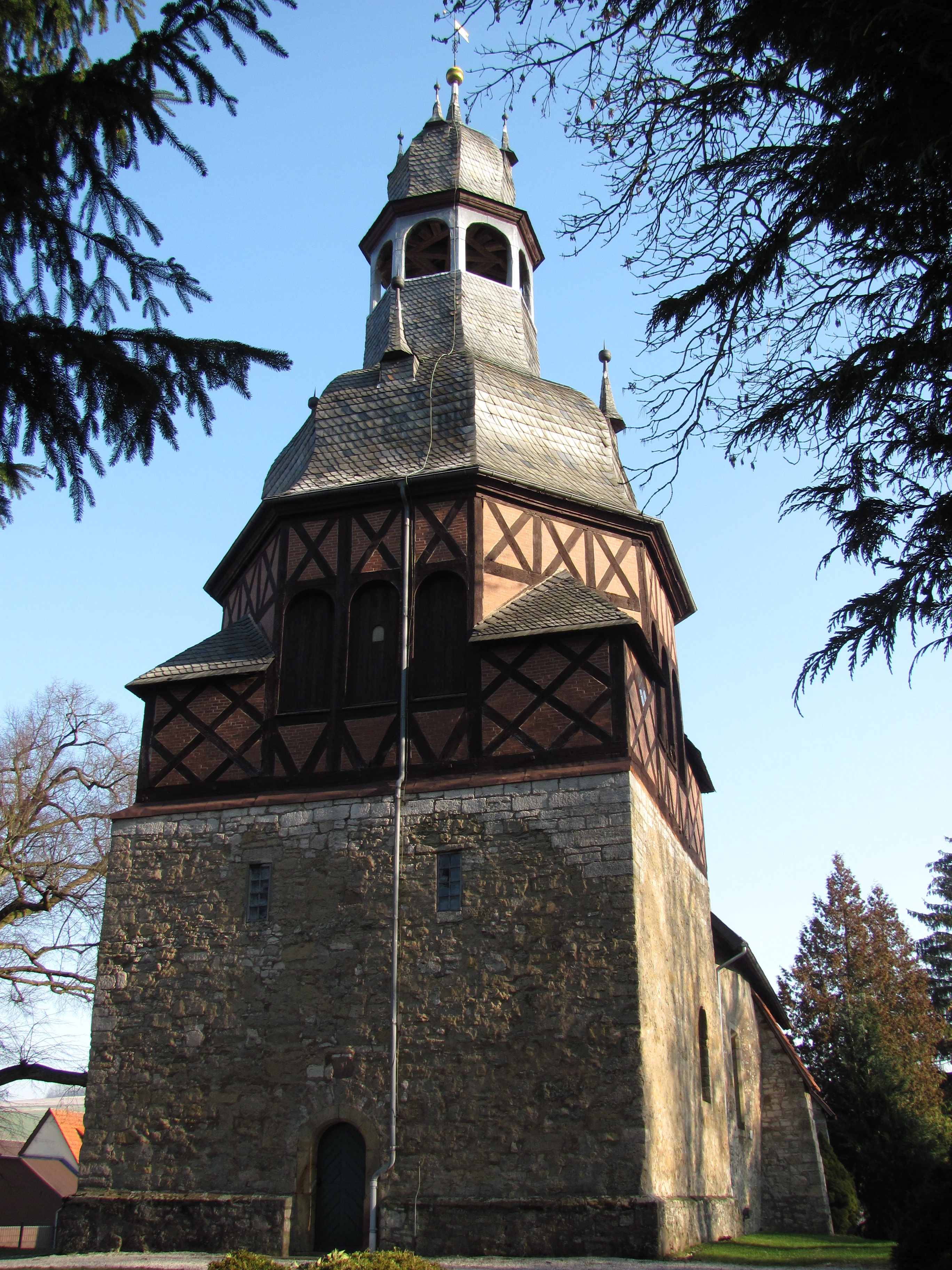
St. Johanneskirche

### Mittelalter und frühe Neuzeit
Im Jahre 953 wurde der Ort erstmals urkundlich erwähnt, Otto I. tauschte damals den billungischen Besitz ein und schenkte diesem dem Mauritiuskloster in Magdeburg. Im Jahr 965 erhielt durch Otto der Ort Gittelde Münz- und Zollrechte. Nachdem Magdeburg die Schenkung Ottos erhielt, erbauten sie im Bereich des einstigen billungischen Hofes die Mauritius-Kirche, neben der auch zugleich der Markt entstand. Als Vögte für seinen Hof setzte der Magdeburger Bischof die Grafen von Katlenburg ein. Nach dem Tod der Grafen zu Beginn des 12. Jahrhunderts, traten die Welfen ihr Erbe an, denen es gelang, deren einstigen Besitz, mithilfe der Vogteirechte, dem Magdeburger Bistum zu entfremden. Für die Zeit vor der Jahrtausendwende lassen sich mehrere Adelsfamilien nachweisen, die in Gittelde begütert waren. So traf man damals die Liudolfinger, Immedinger und die Billunger als Inhaber von Besitz an. Ab 1143 tritt die Familie derer von Gittelde auf. 1244 verzichtete Adolf II. von Dassel zugunsten von Bischof Siegfried III. auf seine Zehntrechte in Gittelde und Eisdorf. Zugleich verzichtete der Mainzer Bischof seinerseits darauf nach Absprache mit Herzog Otto I. zugunsten des Jacobiklosters Osterode. In Gittelde wurde eine landesherrliche Eisenhütte betrieben, die in gemeinsamen Eigentum der Landesherren von Braunschweig-Wolfenbüttel und Hannover stand. Einst verbunden mit der Bergmannssiedlung Bad Grund, wurde diese 1532 von Gittelde getrennt und zur eigenständigen Bergstadt erhoben. Im Dreißigjährigen Krieg erlitt Gittelde zahlreiche Zerstörungen und Verwüstungen, weitere schwere Schäden brachte die Brandkatastrophe des Jahres 1718. Allmählich ging die Metallgewinnung zurück, bis 1838 die Eisenfaktorei den Handel einstellte, während jene in Teichhütte bis 1868 im Betrieb verblieb.
Zur Entwicklung des Postwesens in Gittelde siehe: Postgeschichte von Gittelde.

### Mögliche Burganlage

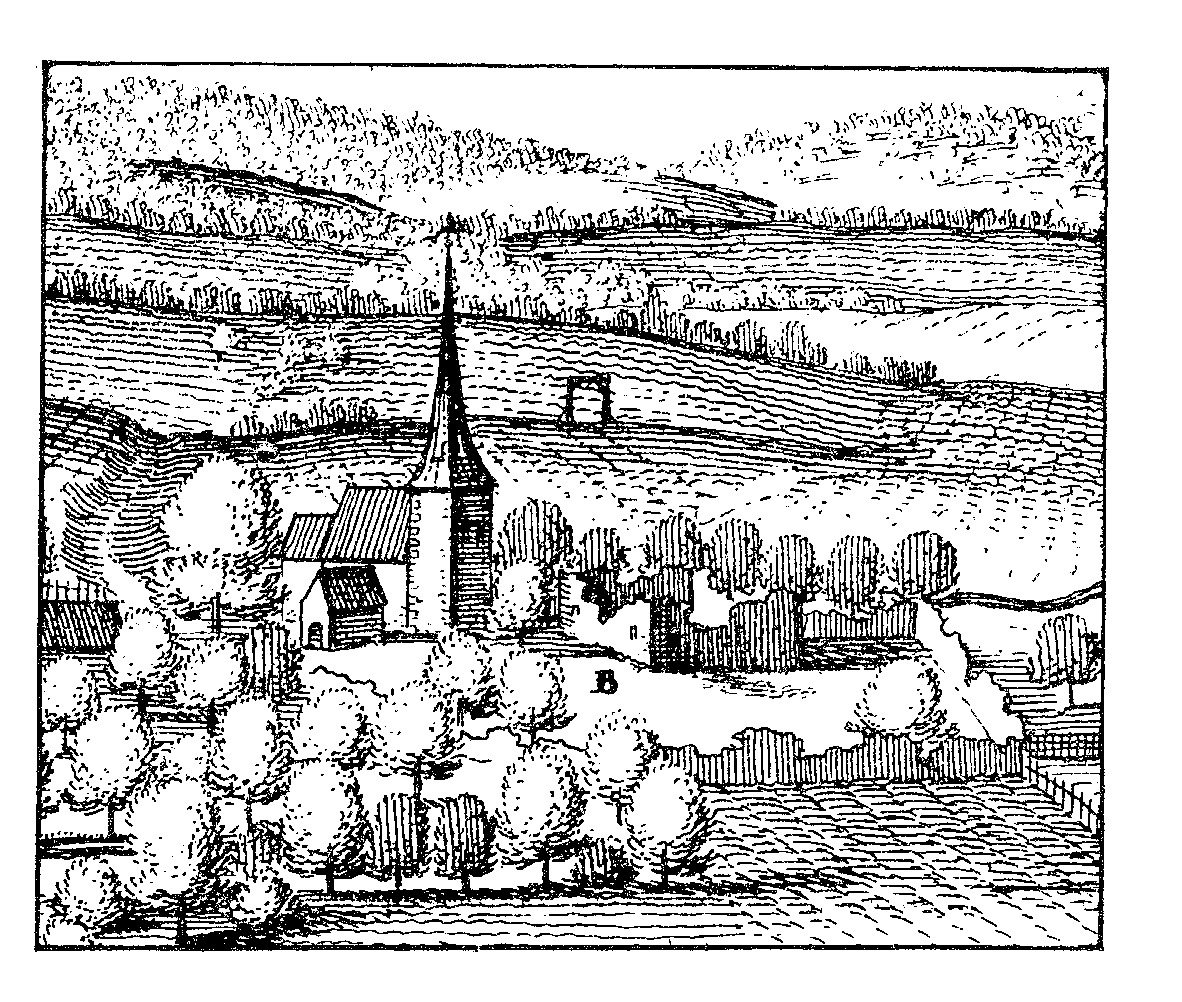
Die Johanniskirche in Gittelde mit der benachbarten Ruine im Stich von Merian 1654

Bezeichnungen wie „Kaiser-Garten“, „Kaiserhof“, und „Altes Schloss“ im Bereich der St. Johanneskirche und des Friedhofs ließen die Vermutung aufkommen, dass früher in Gittelde eine Burg existiert haben könnte. Probegrabungen im Jahre 1953 ergaben, dass man im Untergrund des Kirchhofes mehrere Trockenmauern von etwa einem Meter Breite entdeckte. Sie verliefen jeweils unter dem Turm beziehungsweise dem Chorfundament der Kirche. Da diese Mauern älteren Datums als das Gotteshaus sind, könnten sie von einer Befestigungsanlage stammen. Zudem ist die Johanniskirche älter als die Moritzkirche, die erst gebaut wurde, nachdem Gittelde 953 an das Moritzkloster zu Magdeburg gelangte. Die Johanniskirche wurde noch 1240 als Burgkapelle bezeichnet. Zu Zeiten Merians in der Mitte des 17. Jahrhunderts besaß sie Mauerwerk mit Wendeltreppen und Gewölben. Urkundliche Belege für die Existenz einer Burg fehlen jedoch.
1950 war die Nordwestecke eines Gebäudes in 17 m Entfernung von der Kirche noch bis zu 4 m Höhe bei einer Mauerstärke von 1 m erhalten. Um 1900 seien hier auch noch Spuren von Wall und Graben sichtbar gewesen. Auf dem Stich von Merian von 1654 ist westlich der Kirche eine große, ungefähr quadratische Ruine eingezeichnet. Sie steht am Nordrand eines mit einer Mauer umgebenen Bezirks. Zur historischen Überlieferung gibt er an, dass die Ruine von einem Jagdhaus des Herzogs Heinrich zu Braunschweig stamme.
Der historische Zusammenhang der auf einem Stich von Merian erkennbaren und bei Ausgrabungen nachgewiesenen Burgreste ist umstritten. Die in der älteren Forschung getätigte Annahme, es hätte sich hier ursprünglich um einen Königshof oder eine Pfalz gehandelt, wird in der neueren Forschung abgelehnt. Stattdessen soll es sich um eine Burg der seit 1154 in der Umgebung Heinrichs des Löwen nachweisbaren und zu Beginn des 17. Jahrhunderts ausgestorbenen Herren von Gittelde gehandelt haben. Die bei den Ausgrabungen zu Tage gekommene karolingerzeitliche Keramik lässt eine ältere Anlage aber als durchaus wahrscheinlich erscheinen.

### Name
Alte Bezeichnungen des Ortes sind 965 Getlide, 973 Getlide, 973–975 Getlithi, 1149 Getlethe, 1154 Widego de Getlide, 1169 Getlethe und 1192 Gehtlethe. Jürgen Udolph vermutet, dass der Ortsname aus dem altgermanischen Element „-ithi“ wie in den Ortsnamen von Sehnde, Lehrte, Lengede, Grohnde gebildet wurde. Betrachtet man die geographische Lage von Gittelde und anderen Orten wie Geitelde, Gitter und Geisleden, so ist unverkennbar, dass alle vier in einer Senke, einem Tal liegen, das als Pass und Durchgang, Hohlweg gedient hat: der Pass-Charakter von Gittelde ist auch heute noch am Verlauf der B 243, der Landstraße und der Nord-Süd-Eisenbahnverbindung zu erkennen. Auch die Ableitung des Wortes aus der germanischen und anderen Sprachen wie dem Englischen lässt darauf schließen.

### Eingemeindungen
Am 1. Juli 1972 wurde die Nachbargemeinde Teichhütte in den Flecken Gittelde eingegliedert.
Zum 1. März 2013 schlossen sich die Mitgliedsgemeinden der Samtgemeinde Bad Grund (Harz) zur neuen Gemeinde Bad Grund (Harz) zusammen, darunter auch der Flecken Gittelde. Gittelde und Teichhütte bilden innerhalb der neuen Einheitsgemeinde eine gemeinsame Ortschaft.

### Einwohnerentwicklung
| Jahr | Einwohner | Quelle |
| ---- | --------- | ------ |
| 1910 | 1470      | [ 12 ] |
| 1925 | 1475      | [ 13 ] |
| 1933 | 1515      | [ 13 ] |
| 1939 | 1524      | [ 13 ] |
| 1950 | 2708      | [ 14 ] |
| 1956 | 2392      | [ 14 ] |
| 1973 | 2600      | [ 15 ] |
| 1975 | 02445 ¹   | [ 16 ] |
| 1980 | 02317 ¹   | [ 16 ] |

| Jahr | Einwohner | Quelle |
| ---- | --------- | ------ |
| 1985 | 2233 ¹    | [ 16 ] |
| 1990 | 2124 ¹    | [ 16 ] |
| 1995 | 2181 ¹    | [ 16 ] |
| 2000 | 2131 ¹    | [ 16 ] |
| 2005 | 2066 ¹    | [ 16 ] |
| 2010 | 1940 ¹    | [ 16 ] |
| 2012 | 1913 ¹    | [ 1 ]  |
| 2013 | 18880     | [ 17 ] |
| 2021 | 1760 ¹    | [ 2 ]  |

¹ jeweils zum 31. Dezember
|  |

## Politik

### Ortsrat
Der Ortsrat setzt sich aus sieben Ratsfrauen und Ratsherren zusammen.
- SPD: 4 Sitze (±0)
- CDU: 3 Sitze (±0)

(Stand: Kommunalwahl am 12. September 2021, Veränderungen zu 2016)

### Bürgermeister
Der Ortsbürgermeister des Fleckens Gittelde ist Olaf de Vries (SPD). Sein Stellvertreter ist Martin Dill (CDU).

### Wappen
Der Entwurf des Kommunalwappens von Gittelde stammt von dem Heraldiker und Wappenmaler Gustav Völker, der sämtliche Wappen in der Region Hannover entworfen hat. Das Wappen wurde anlässlich eines Jubiläums eingeführt, und zwar bei Gelegenheit der 1000-Jahr-Feier. Der Rat nahm es am 27. April 1953 an und der Niedersächsische Innenminister genehmigte es am 30. Mai desselben Jahres.
| Wappen von Gittelde | Blasonierung: „In Rot zwei abgewendete silberne Schlüssel, belegt mit einer silbernen Münze, darauf eine aus drei „Dächern“ aufsteigende und in ein Kreuz auslaufende Spitze sowie die Umschrift „Gelithiespening“.“ |
| Wappen von Gittelde | Wappenbegründung: Die Schlüssel wurden dem Wappen Dietrichs von Gittelde entnommen. Er gehörte der ortsadligen Familie an, die von 1154 bis zu ihrem Aussterben im Mannesstamm 1626 die Geschicke des Ortes maßgeblich bestimmte. Am 1. Juli 1972 gelangte der Flecken im Zuge der Gebietsreform an den Kreis Osterode. Bei dem Geldstück handelt es sich um ein charakteristisches Gepräge der alten Gittelder Münzstätte. |

### Flagge und Banner

Hissflagge
Banner

- Beschreibung der Flagge: „Die Flagge ist rot-weiß-rot im Verhältnis 3:7:3 quergestreift mit dem aufgelegten Wappen in der Mitte; das Wappen an den Seiten umgeben mit einem rot-weißen Band, im Oberwappen der Schriftzug "Gittelde".“[22]

- Beschreibung des Banners: „Das Banner ist rot-weiß-rot im Verhältnis 3:7:3 längsgestreift mit dem aufgelegten Wappen in der Mitte; das Wappen an den Seiten umgeben mit einem rot-weißen Band, im Oberwappen der Schriftzug "Gittelde".“[23]

## Bauwerke
- St. Mauritiuskirche
- St. Johanneskirche

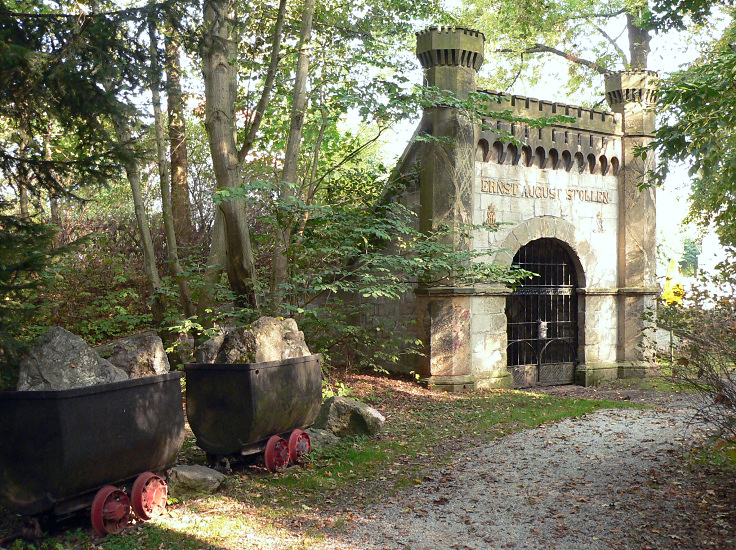
Portalbau des Mundloches des Ernst-August-Stollen in Gittelde

- Zahlreiche gut erhaltene Fachwerkhäuser
- Ernst-August-Stollen, erbaut 1851–1864. Er hat eine Länge von 26 km und diente zur Entwässerung der Harzer Bergbaugruben.
- Bahnhofsgebäude aus dem 19. Jahrhundert
- Burgruine Stauffenburg etwa 2 km nördlich des Ortes auf dem Stauffenberg nahe Münchehof
- Heimatmuseum

## Wirtschaft und Infrastruktur

### Verkehr
Gittelde liegt direkt an der Bundesstraße 243, die von Osterode am Harz nach Seesen führt.

#### Bahnhof Gittelde/Bad Grund (Harz)

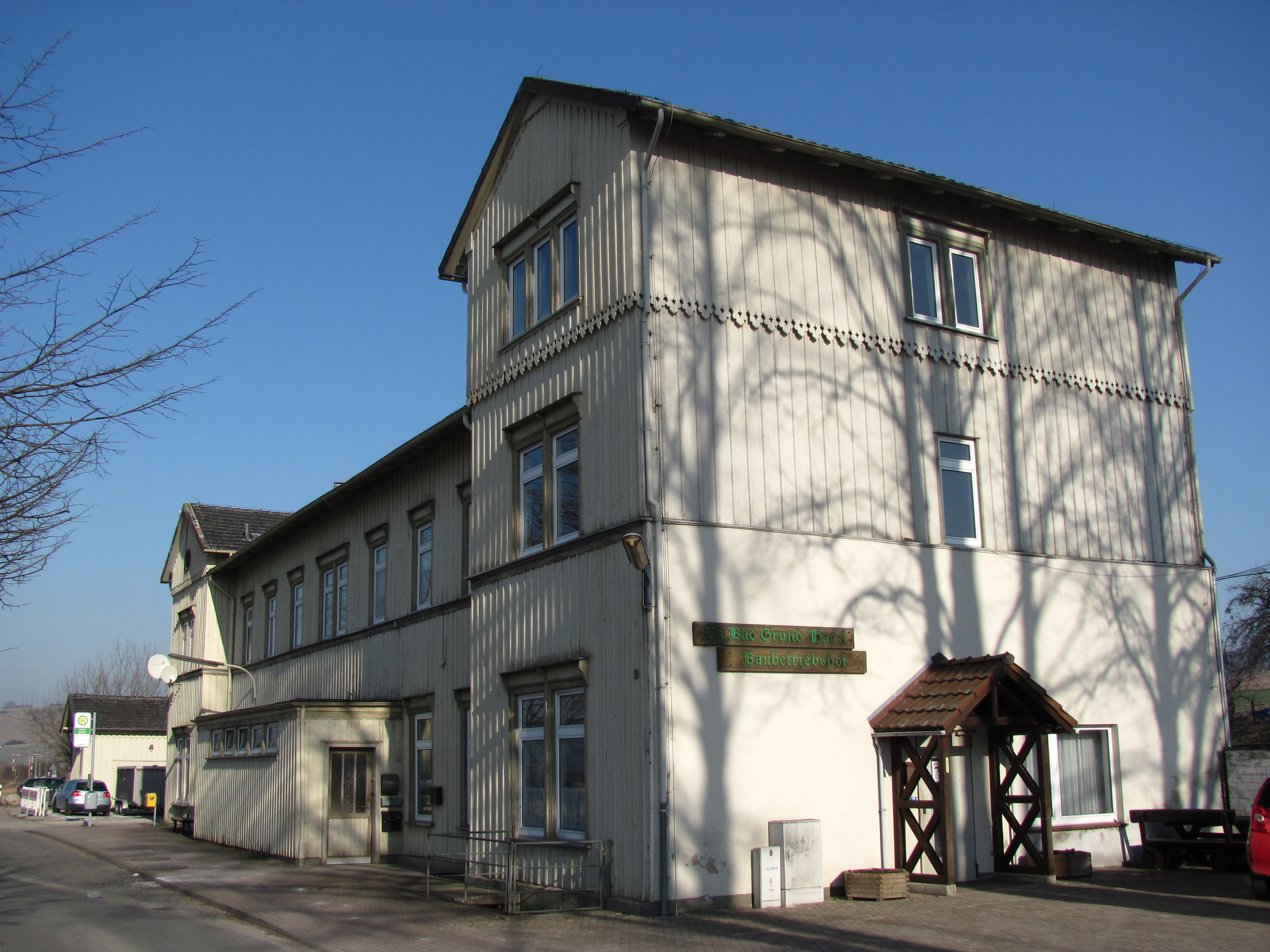
Bahnhof Gittelde/Bad Grund (Harz)

Der Bahnhof Gittelde/Bad Grund (Harz) (DB-intern teils nur Bahnhof Gittelde, Betriebsstellenkürzel HGT) liegt an der Bahnstrecke Herzberg–Seesen (km 98,4). Er ist Kreuzungsbahnhof für die stündlich verkehrende RB 46/86 Braunschweig–Herzberg (Harz).
Der Bahnhof Gittelde war bis zum 30. Dezember 1971 Anschlussbahnhof für die Bahnstrecke Gittelde–Bad Grund. Das Stellwerk Gmf am Bahnhofsgebäude wurde im Jahr 1932 in Betrieb genommen. Es wurde im Rahmen der DSTW-Anbindung nach Göttingen am 23. Oktober 2020 stillgelegt.

### Bildung
In Gittelde befinden sich eine Grundschule und ein Kindergarten.

## Persönlichkeiten

### Söhne und Töchter des Ortes
- Georg August Beermann (1782–1865), Hütten und Münzmeister im Harz
- Adolf Hartwieg (1849–1914), Jurist, Wirklicher Geheimer Rat und Innenminister des Herzogtums Braunschweig
- Hermann Stodte (1871–1939), Lehrer und Schulleiter
- Bruno Lange (1874–1931), Jurist, Präsident des Landgerichts Braunschweig
- Karl-Hans Lagershausen (1924–1988), Politiker (CDU)
- Tina Voß (* 1969), Betriebswirtin, Industriekauffrau, Zeitarbeits-Unternehmerin, Schriftstellerin und Honorarkonsulin von Norwegen

### Personen, die mit der Gemeinde in Verbindung stehen
- Dietrich II. von Katlenburg (10??–1085), Graf im Lies- und Rittigau mit dem Erbgut Einbeck, Graf von Katlenburg, er hatte sich des Markt- und Münzrechts in Gittelde bemächtigt
- Dietrich III. von Katlenburg (um 1075/80–1106), war der letzte Graf von Katlenburg, er nutzte vermutlich zunächst die im 11. Jahrhundert entstandene Katlenburg und später die Stauffenburg bei der wichtigen Münzstätte in Gittelde als Herrschaftssitz
- Heinrich II. von Braunschweig-Wolfenbüttel (1489–1568), Herzog zu Braunschweig-Lüneburg, Fürst von Braunschweig-Wolfenbüttel, er gilt als der letzte katholische Fürst im niedersächsischen Raum, er hatte eine langjährige Affäre mit der Hofdame Eva von Trott, die er heimlich auf der Burg Stauffenburg in Gittelde einquartierte
- Eva von Trott (um 1506–1567), sie war die Mätresse des Herzogs Heinrich II. von Braunschweig-Wolfenbüttel, sie gebar ihm zehn uneheliche Kinder, sie wurde auf der Burg Stauffenburg in Gittelde einquartiert
- Anton Detlev Jenner (um 1690–1732), Bildhauer und Bildschnitzer des Barock, er gilt als bedeutendster Braunschweiger Bildhauer in der ersten Hälfte des 18. Jahrhunderts, er schuf den hölzernen Taufständer in der Kirche von Gittelde
- Johann Christoph Hüsemann (1702–1774), Orgelbauer des Hoch- und Spätbarock und um die Mitte des 18. Jahrhunderts Hof- und Landorgelbauer in Wolfenbüttel, sein Werk war der Neubau eines Positivs in der örtlichen Johanniskirche vor 1750
- Johann August Günther Heinroth (1780–1846), Musikdirektor, Pädagoge, Komponist und Schriftsteller, er nahm in Gittelde eine Stellung als Hauslehrer an
- Friedrich Carl Ludwig Koch (1799–1852), Unternehmer, er arbeitete auf der Eisenhütte in Gittelde
- Johann Georg Stünkel (vor 1799–nach 1817), Hüttenschreiber, Obereisenhütteninspektor und königlich hannöverscher Oberbergrat im Harz, er bereiste 1799 zahlreiche Produktionsstätten und beschrieb in seinen Werken die Harzer Eisenbergwerke und Eisenhütten, darunter waren die Eisenwerke in Gittelde
- Eduard Borchers (1815–1902), Markscheider und Bergrat beim Berg- und Forstamt Clausthal, sein Lebenswerk war der Bau des Ernst-August-Stollens, auf ihn gehen auch die Wahl des Ansetzpunkts bei Gittelde und der Stollenlinie zurück
- Julius Brautlecht (1837–1883), Apotheker, er entwickelte den ersten brauchbaren Nachweis für den Typhus-Bazillus, er trat in Gittelde im Jahre 1851 eine Lehrstelle zum Apotheker an